# Maladera maxima
Maladera maxima är en skalbaggsart som beskrevs av Brenske 1898. Maladera maxima ingår i släktet Maladera och familjen Melolonthidae. Inga underarter finns listade i Catalogue of Life.